# اولیاندی
اولیاندی (به لاتین: Ulyandy) یک منطقهٔ مسکونی در روسیه است که در باشقیرستان واقع شده‌است.